# شموئل گونن
شموئل گونن (انگلیسی: Shmuel Gonen; ۱۹۳۰ – ۳ سپتامبر ۱۹۹۱) سرلشکر نیروهای دفاعی اسرائیل بود، که از ژوئیه ۱۹۷۳ تا اکتبر ۱۹۷۳ و در خلال جنگ یوم کیپور به‌عنوان فرمانده ستاد فرماندهی جنوبی اسرائیل فعالیت می‌کرد.
گونن فعالیت نظامی را از سال ۱۹۴۴ در سازمان هاگانا آغاز کرد و پس از شکل‌گیری ارتش اسرائیل فعالیت خود را در سپاه زرهی اسرائیل ادامه داد. وی از ۱۹۶۴ تا ۱۹۶۵ فرماندهی گردان ۸۲ تانک را برعهده داشت، از ۱۹۶۵ تا ۱۹۶۶ به‌عنوان جانشین فرمانده تیپ ۷ زرهی فعالیت می‌کرد و در فاصله سال‌های ۱۹۶۶ تا ۱۹۶۹ فرمانده تیپ ۷ زرهی هاتیفا شیوا بود. او از ۱۹۶۹ تا ۱۹۷۱ فرماندهی لشکر ۳۶ ذخیره را برعهده داشت، از ۱۹۷۱ تا ۱۹۷۲ به‌عنوان رئیس اداره آموزش ارتش اسرائیل (مهاد) فعالیت می‌کرد و از ۱۹۷۲ تا ۱۹۷۳ فرمانده لشکر ۱۴۳ غزه بود.